# Monthermé
Monthermé és un municipi francès situat al departament de les Ardenes i a la regió del Gran Est. L'any 2007 tenia 2.533 habitants.

## Demografia

### Població
El 2007 la població de fet de Monthermé era de 2.533 persones. Hi havia 1.058 famílies de les quals 336 eren unipersonals (131 homes vivint sols i 205 dones vivint soles), 321 parelles sense fills, 322 parelles amb fills i 79 famílies monoparentals amb fills.
La població ha evolucionat segons el següent gràfic:
Habitants censats

### Habitatges
El 2007 hi havia 1.221 habitatges, 1.067 eren l'habitatge principal de la família, 45 eren segones residències i 109 estaven desocupats. 890 eren cases i 327 eren apartaments. Dels 1.067 habitatges principals, 605 estaven ocupats pels seus propietaris, 428 estaven llogats i ocupats pels llogaters i 35 estaven cedits a títol gratuït; 13 tenien una cambra, 55 en tenien dues, 213 en tenien tres, 323 en tenien quatre i 463 en tenien cinc o més. 576 habitatges disposaven pel capbaix d'una plaça de pàrquing. A 538 habitatges hi havia un automòbil i a 291 n'hi havia dos o més.

### Piràmide de població
La piràmide de població per edats i sexe el 2009 era:
| Homes | Edats   | Dones |
| ----- | ------- | ----- |
| 4     | 95 o +  | 8     |
| 8     | 90 a 94 | 24    |
| 12    | 85 a 89 | 28    |
| 8     | 80 a 84 | 28    |
| 48    | 75 a 79 | 60    |
| 92    | 70 a 74 | 72    |
| 68    | 65 a 69 | 96    |
| 64    | 60 a 64 | 56    |
| 60    | 55 a 59 | 68    |
| 120   | 50 a 54 | 124   |
| 88    | 45 a 49 | 76    |
| 92    | 40 a 44 | 96    |
| 92    | 35 a 39 | 88    |
| 100   | 30 a 34 | 84    |
| 112   | 25 a 29 | 124   |
| 60    | 20 a 24 | 48    |
| 44    | 15 a 19 | 124   |
| 68    | 10 a 14 | 108   |
| 96    | 5 a 9   | 92    |
| 56    | 0 a 4   | 56    |

## Economia
El 2007 la població en edat de treballar era de 1.556 persones, 1.107 eren actives i 449 eren inactives. De les 1.107 persones actives 914 estaven ocupades (535 homes i 379 dones) i 193 estaven aturades (85 homes i 108 dones). De les 449 persones inactives 127 estaven jubilades, 130 estaven estudiant i 192 estaven classificades com a «altres inactius».

### Ingressos
El 2009 a Monthermé hi havia 1.081 unitats fiscals que integraven 2.490 persones, la mediana anual d'ingressos fiscals per persona era de 15.094 €.

### Activitats econòmiques
Dels 121 establiments que hi havia el 2007, 4 eren d'empreses extractives, 3 d'empreses alimentàries, 1 d'una empresa de fabricació de material elèctric, 8 d'empreses de fabricació d'altres productes industrials, 15 d'empreses de construcció, 22 d'empreses de comerç i reparació d'automòbils, 6 d'empreses de transport, 16 d'empreses d'hostatgeria i restauració, 1 d'una empresa d'informació i comunicació, 2 d'empreses financeres, 4 d'empreses immobiliàries, 14 d'empreses de serveis, 18 d'entitats de l'administració pública i 7 d'empreses classificades com a «altres activitats de serveis».
Dels 38 establiments de servei als particulars que hi havia el 2009, 1 era una oficina d'administració d'Hisenda pública, 1 gendarmeria, 1 oficina de correu, 2 oficines bancàries, 3 tallers de reparació d'automòbils i de material agrícola, 1 taller d'inspecció tècnica de vehicles, 1 autoescola, 5 paletes, 1 guixaire pintor, 3 fusteries, 5 lampisteries, 1 electricista, 3 perruqueries, 3 veterinaris, 1 agència de treball temporal, 5 restaurants i 1 saló de bellesa.
Dels 12 establiments comercials que hi havia el 2009, 1 era un hipermercat, 2 fleques, 2 carnisseries, 1 una peixateria, 1 una llibreria, 2 botigues d'electrodomèstics, 1 una botiga d'electrodomèstics i 2 floristeries.
L'any 2000 a Monthermé hi havia 7 explotacions agrícoles.

## Equipaments sanitaris i escolars
El 2009 hi havia 1 centre de salut, 2 farmàcies i 1 ambulància.
El 2009 hi havia 1 escola maternal i 2 escoles elementals. Monthermé disposava d'un col·legi d'educació secundària amb 318 alumnes.

## Poblacions més properes
El següent diagrama mostra les poblacions més properes.